# Нітрогліцерин (медичне застосування)
Нітрогліцерин (лат. Nitroglycerinum) — широко поширена назва для лікарських засобів, що містять тринітрат гліцерину.
Препарати нітрогліцерину надають антиангінальну, вазодилатуючу та коронародилатируючу (судинорозширювальну) дію. Нітрогліцерин — безбарвна олієподібна рідина, погано розчинна у воді, добре — в спирті, ефірі, хлороформі. Схильний до детонації, тому в чистому вигляді як лікарський засіб не застосовується.
Завдяки короткочасному судинорозширювальному ефекту, обумовленого активацією ферменту гуанілатциклази і зниженням рівня цитозольного кальцію, в основному використовується для швидкого купірування нападів стенокардії.

## Історія
Нітрогліцерин був відкритий в 1847 році Асканіо Собреро, що продовжував в Турині роботу свого вчителя, Теофіль-Жуля Пелуза.
Собреро також першим звернув увагу на сильний головний біль, викликаний при пробі на язик малих кількостей нітрогліцерину.
У 1849 році Констянтин Геринг , досліджуючи на добровольцях фармакологічну дію нітрогліцерину, підтвердив, що його застосування досить закономірно викликає головний біль. Герінг збирався використовувати нітрогліцерин як гомеопатичний лікарського засобу від головного болю, відповідно підтримуваної ним доктрини «лікувати подібне подібним». Назва «глоноін», дана нітрогліцерину Герінгом, збереглася в гомеопатії.
В 1851 році до досліджень Пелуза приєднався Альфред Нобель, який зміг оцінити потенціал використання нітрогліцерину як вибухової речовини. Подолавши проблеми поводження з надзвичайно вибухонебезпечним нітрогліцерином і запатентувавши свій спосіб виготовлення вибухівки, він почав його промислове виробництво в Швеції. За іронією долі Нобель відкинув використання нітрогліцерину як лікарським засіб, хоча сам страждав від гострих нападів стенокардії.
Крім нітрогліцерину, у середині ХІХ століття вчені з Великої Британії зацікавилися нещодавно відкритим амілнітритом, визнавши його сильнодіючим судинорозширювальним засобом. Томас Лодер Брентон, один із засновників сучасної фармакології, вперше використав дану речовину для купірування нападів стенокардії в 1867 році, однак, зазначивши резистентність організму до його дії при частій дозуванні препарату. Також з роками з'ясувалося, що дія амілнітрита коротша, ніж у нітрогліцерину, а побічні ефекти у вигляді головного болю сильніші, до того ж, виявилося і багато інших небажаних реакцій.
Вільям Мюррелл (англ.) Вперше використав нітрогліцерин при стенокардії в 1876 році, хоча в той час нітрогліцерин був занесений в Британську фармакопею лише як лікарський засіб від підвищеного кров'яного тиску. Мюррелл - лікар-практик, який працював в двох лондонських госпіталях одночасно, експериментально визначив оптимальне дозування зі співвідношення ефективності і безпеки: 1% спиртовий розчин нітрогліцерину по 3 краплі з пів-унцією води тричі на день. У такому вигляді препарат діяв значно довше, ніж амілнітрит, і більш м'яко. Публікація Мюррелла, підводила підсумки кількох років досліджень спочатку на собі, а потім на пацієнтах зі стенокардією і увійшла в золотий фонд медицини.
Рік потому фармацевтом Вільямом Мартиндейлом була розроблена тверда форма препарату: 1/100 грана нітрогліцерину в шоколаді — яка, крім зручності у використанні, мала кращу засвоюваність. В 1882 році в США фірма Parke, Davis & Co. стала робити нітрогліцерин вже в п'яти різних дозуваннях.
Індустрія виробництва нітрогліцерину пережила розквіт в 1900 році, при цьому робочі даних підприємств зазнавали значного впливу парів органічних нітратів. Результати впливу проявилися у вигляді явищ звикання до нітратів, про що свідчили симптоми «хвороби понеділка» (англ. Monday disease), зникаючі до кінця тижня, і синдрому відміни — недільні серцеві напади (англ. Sunday Heart Attacks). Все це спонукало вчених-медиків до подальших досліджень цих речовин.
На початку XX століття вчені намагалися встановити принцип дії нітрат-вмісних речовин in vitro, однак, незважаючи на зусилля, значного зрушення у розумінні фармакокінетики цих препаратів не відбулося.
Тільки в 1977 році Ферід Мурад встановив принцип вивільнення оксиду азоту (NO) з нітрогліцерину і його дію на гладку мускулатуру судин. У 1980 році Роберт Ферчготт і Джон Завадскі (John Zawadski) розкрили роль ендотелію в ацетилхолін-індукованій вазорелаксації, а в 1987 році Луїс Ігнарро і Сальвадор Монкада встановили, що саме оксид азоту є похідним релаксуючим фактором щодо ендотелію (endothelial-derived relaxing factor, EDRF).
За з'ясування ролі оксиду азоту в регуляції судинного тонусу Роберт Ферчготт, Луїс Ігнарро і Ферід Мурад отримали Нобелівську премію з фізіології і медицини за 1998 рік.
Для зняття симптомів стенокардії можуть використовуватися і інші органічні складні ефіри та неорганічні нітрати, проте надзвичайно швидка дія і визнана ефективність нітрогліцерину роблять його основним засобом для купірування нападів стенокардії.

## Фармакологічна дія
Венодилатиручий засіб з групи нітратів. Нітрати здатні вивільняти з своєї молекули оксид азоту(II), що є природним ендотеліальним релаксуючим чинником — медіатором прямої активації гуанілатциклази. Підвищення концентрації цГМФ приводить до розслаблення гладком'язових волокон (переважно венул і вен). Має антиангінальну та спазмолітичну дію, розслаблює гладку мускулатуру судинних стінок, бронхів, шлунково-кишкового тракту, жовчовивідних шляхів, сечоводів. При внутрішньовенному введенні викликає швидке зменшення переднавантаження на серце за рахунок розширення периферичних вен. Зменшує приплив крові до правого передсердя, сприяє зниженню тиску в «малому» колі кровообігу і регресії симптомів при набряку легенів, знижує післянавантаження, потребу міокарда в кисні (за рахунок зниження переднавантаження, післянавантаження і напруги стінок шлуночків у зв'язку зі зменшенням обсягу серця). Сприяє перерозподілу коронарного кровотоку в області зі зниженим кровообігом. Має центральний гальмівний вплив на симпатичний тонус судин, пригнічуючи судинний компонент формування больового синдрому. Викликає розширення церебральних судин, чим пояснюється головний біль при його застосуванні. При тривалому або частому застосуванні нітратів пролонгованої дії спостерігається розвиток толерантності до препарату (ослаблення терапевтичного ефекту). Після перерви чутливість відновлюється. З метою запобігання виникнення толерантності рекомендується дотримуватися щоденного, переважно нічного «безнітратного інтервалу» протягом 8-12 годин. У більшості пацієнтів така терапія є більш ефективною, ніж безперервне лікування. При використанні в сублінгвальних і буккальних формах напад стенокардії усувається через 1,5 хвилини, гемодинамічний і антиангінальний ефект зберігаються до 30 хвилин і 5 годин відповідно. При нанесенні мазі антиангінальний ефект спостерігається через 15-60 хв і триває 3-4 години. У таблетках ретард може запобігати розвитку нападів. Після прийому всередину нітрогліцерин у тонкому кишечнику поступово виділяється з капсули і всмоктується; дія наступає через 30-60 хвилин після прийому і триває 4-6 год (протягом цього періоду в печінці відбувається його перетворення у неактивні метаболіти). Трансдермальна терапевтична система (ТТС) представляє собою плоску багатошарову систему, що забезпечує після прикріплення пластиру на шкіру безперервне вивільнення нітрогліцерину через проникну мембрану, регулюючу швидкість його вивільнення з резервуара з лікарським засобом. Активна речовина поступово проникає в кровоносні судини шкіри, що забезпечує його циркуляцію в системі кровообігу у відносно постійних концентраціях протягом рекомендованого для аплікації періоду часу. Через 12 годин ТТС вивільняє 10 % первісного змісту нітрогліцерину. Оскільки з ТТС на кожен см2 поверхні постійно вивільняється однакову кількість нітрогліцерину, одержувана хворим доза залежить виключно від розміру контактної поверхні системи. Безперервну терапію ТТС можна проводити тим пацієнтам, у яких клінічний ефект препарату протягом тривалого періоду часу практично не змінюється. Ефект при використанні ТТС настає через 0,5—3 год і зберігається до 8-10 годин.

## Фармакокінетика
Швидко і повно абсорбується з поверхні слизових оболонок і через шкіру. При прийомі внутрішньо біодоступність становить не більш 10 % у порівнянні з нітрогліцерином, що вводиться сублінгвально (ефект «першого проходження» через печінку). При сублінгвальному, буккальному і внутрішньовенному введенні виключається «первинна» печінкова деградація — нітрогліцерин відразу потрапляє в системний кровотік. При сублінгвальному прийомі в дозі 0,5 мг біодоступність — 100 %, TCmax — 5 хвилин. Має дуже великий об'єм розподілу. Зв'язок з білками плазми — 60 %. Швидко метаболізується за участю нітратредуктази, з утворенням ди - і мононітратів (активний лише ізосорбід-5-мононітрат), кінцевий метаболіт — гліцерин. Виводиться нирками у вигляді метаболітів. Загальний кліренс становить 25-30 л/хв, а період напіввиведення — 4-5 хвилин. При внутрішньовенному введенні T1/2 — 1-3 хвилини, загальний кліренс — 30-78 л/хв. Через 2 години після аплікації одного пластиру ТТС досягається та концентрація нітрогліцерину в плазмі, яка зберігається протягом рекомендованого періоду застосування. Концентрація в плазмі знаходиться в прямій залежності від площі контактної поверхні ТТС і практично не залежить від місця аплікації пластиру (шкіра грудей, плеча або живота). Повторні аплікації ТТС не призводять до кумуляції нітрогліцерину. Активна речовина швидко метаболізується в печінці глутатіонредуктазою, що впливає на органічні нітрати. Крім того, в еритроцитах відбувається метаболізм нітрогліцерину з допомогою ферментативних реакцій, що відбуваються за участі сульфгідрильних радикалів, а також при взаємодії з відновленим Hb. Завдяки короткому T1/2 протягом першої години після видалення ТТС концентрація нітрогліцерину в плазмі падає нижче меж виявлення.

## Застосування
Показання
Ішемічна хвороба серця (ІХС): лікування та профілактика стенокардії (I20), реабілітація після перенесеного інфаркту міокарда.
Для внутрішньовенного введення: гострий інфаркт міокарда (I21), в тому числі ускладнений гострою лівошлуночковою недостатністю (I50.1), стенокардія з несприйнятливістю до інших видів терапії, нестабільна і постінфарктна стенокардія, набряк легенів (J81), керована гіпотензія під час оперативних втручань з метою зменшення кровотечі в операційному полі, оклюзія центральної артерії сітківки ока (H34.1).
Протипоказання
Гіперчутливість, одночасне використання інгібіторів фосфодіестерази (ФДЕ), у тому числі силденафілу.
З обережністю
Для всіх форм (зіставляючи ризик і користь) — геморагічний інсульт, внутрішньочерепна гіпертензія, гострий інфаркт міокарда з низьким тиском заповнення лівого шлуночка (ризик зниження артеріального тиску і тахікардії, які можуть підсилити ішемію), хронічна серцева недостатність з низьким тиском заповнення лівого шлуночка, глаукома (ризик підвищення внутрішньоочного тиску), важка анемія, тиреотоксикоз, артеріальна гіпотензія з низьким систолічним артеріальним тиском (може погіршити стан, викликавши парадоксальну брадикардію і напади стенокардії), ГКМП (можливо почастішання нападів стенокардії), важка ниркова недостатність, печінкова недостатність (ризик розвитку метгемоглобінемії), вагітність, період лактації, вік до 18 років (безпека застосування не встановлена).
Для пролонгованих лікарських форм для прийому всередину (додатково) — підвищена перистальтика шлунково-кишкового тракту, синдром мальабсорбції.
Для внутрішньовенного введення (додатково): ЧМТ (підвищує внутрішньочерепний тиск), тампонада серця, констриктивний перикардит, гіповолемія (повинна бути скоригована перед використанням нітрогліцерину — ризик вираженого зниження артеріального тиску), токсичний набряк легенів, атеросклероз.

## Побічні ефекти
З боку серцево-судинної системи:
запаморочення, головний біль, тахікардія, гіперемія шкіри, жар, зниження артеріального тиску; рідко (в основному при передозуванні) — ортостатичний колапс, ціаноз.
З боку травної системи:
сухість у роті, нудота, блювання, біль у животі.
З боку центральної нервової системи:
рідко (в основному при передозуванні) — тривожність, психотичні реакції, загальмованість, дезорієнтація.
Алергічні реакції:
рідко — шкірний висип, свербіж.
Місцеві реакції:
гіперемія шкіри, свербіж, печіння, алергічний контактний дерматит.
Інші:
нечіткість зору, слабкість, гіпотермія, метгемоглобінемія.

## Режим дозування
Всередину, сублінгвально, буккально, внутрішньовенно, трансдермально, нашкірно.

### Зняття стенокардії
Сублінгвально (таблетку, капсулу тримають під язиком до повного розсмоктування, не ковтаючи), відразу після виникнення болю — 0,5—1 мг на прийом. При необхідності для досягнення більш швидкого ефекту, капсулу слід відразу розчавити зубами, повторювати прийом капсули можна через 30-40 хвилин. У багатьох хворих зі стабільною стенокардією ефект наступає і від меншої дози (1/2—1/3 таблетки), тому, якщо біль швидко проходить, залишок таблетки, що не встигла розсмоктатися, рекомендується виплюнути. Зазвичай антиангінальний ефект проявляється вже через 0,5—2 хв; 75 % хворих відзначають поліпшення протягом перших 3 хв, а ще 15 % — протягом 4-5 хвилин. При відсутності антиангінальної дії, протягом перших 5 хвилин потрібно прийняти ще 0,5 мг нітрогліцерину. При відсутності терапевтичного ефекту після прийому 2-3 таблеток потрібно негайно викликати лікаря. Тривалість дії після сублінгвального прийому — близько 45 хвилин. При частих нападах стенокардії доцільно призначати пролонговані форми нітратів. Якщо напад стенокардії розвивається на тлі лікування пролонгованими нітратами, для зняття гострого нападу необхідно сублінгвально прийняти нітрогліцерин. Толерантність до сублінгвальних форм нітрогліцерину розвивається нечасто, проте при її виникненні у деяких хворих дозу препарату доводиться поступово збільшувати, доводячи її до 2-3 таблеток.

### Профілактика стенокардії
Всередину, запиваючи водою, перед прийомом їжі. У легких випадках — 1-2 таблетки по 2,9 мг 2-3 рази на добу. У більш важких випадках — 1-2 таблетки по 5,2 мг 2-3 рази на добу. Максимальна добова доза — 34,8 мг. У зв'язку з тим що біодоступність нітрогліцерину з таблеток ретард низька, рекомендується при гарній переносимості приймати по 1-3 таблетки одночасно регулярно 3-4 рази протягом доби або періодично, за 30-40 хв до очікуваної фізичного навантаження. При недостатньому терапевтичному ефекті дозу можна поступово збільшувати (але не більше 2 таблеток на прийом), а після настання терапевтичного ефекту — зменшити. 1 % розчин для сублінгвального застосування: купірування нападу — 1-2 краплі сублінгвально або 2-3 краплі наносять на невеликий шматок цукру і тримають його в роті, не ковтаючи, до повного розсмоктування. Буккально: платівку з підібраною дозою нітрогліцерину наклеюють на слизову оболонку порожнини рота, звичайно в області верхніх ясен над іклами або малими корінними зубами. Для цього достатньо притиснути платівку пальцем до слизової оболонки порожнини рота протягом декількох секунд. Дія настає практично негайно і триває 3-4 год і більше. Для профілактики нападів стенокардії протягом 1-1,5 годин використовують плівки 1 мг, протягом 2-3 годин — 2 мг. При необхідності збільшення надходження нітрогліцерину в кров (у тому числі при інтенсивній ходьбі, підйомі на кілька поверхів) слід 2-3 рази лизнути плівку язиком, не зрушуючи її з місця. Якщо час фізичного навантаження перевищує період розсмоктування плівки, необхідно наклеїти нову на протилежний бік десни.

### Трансдермально
Лікування починають з аплікації одного пластиру ТТС 5 (0,2 мг/год) на день. Для підтримки терапії добова доза може бути збільшена, для чого прикріплюють додатковий пластир (0,2 мг/год) та/або ТТС 10 (0,4 мг/год). Максимальна добова доза — аплікація 2 пластирів ТТС 10 (0,8 мг/год). При ХСН рекомендується починати і проводити лікування в умовах стаціонару до переведення хворого на необхідну підтримуючу дозу. Слід визначити оптимальну дозу (з урахуванням клінічної реакції і можливої побічної дії). При цьому слід суворо стежити за появою ознак передозування (зниження артеріального тиску та тахікардія).

### Нашкірно (мазь)
Початкова доза становить 2.5 см стовпчика мазі. У разі недостатньої вираженості ефекту дозу поступово збільшують до 5-10 см. Максимальна разова доза — 15 см. Мазь застосовують 2-3 рази на добу. На шкалу дозувального паперу видавлюють прописану кількість мазі, папір прикріплюють щільно на ділянку шкіри без волосся (в області верхньої частини грудної клітки, живота, зовнішньої поверхні стегна).

### Аерозоль, спрей для сублінгвального застосування
Для купірування нападу стенокардії — 0,4—0,8 мг (1-2 дози), натискаючи на дозуючий клапан, бажано в положенні сидячи, при затримці дихання з проміжками в 30 секунд; після цього слід закрити рот на кілька секунд. При необхідності — повторне введення, але не більше 1,2 мг (3 дози) протягом 15 хвилин. Для попередження розвитку нападу — 0,4 мг (1 доза) за 5-10 хв до навантаження. При гострій лівошлуночковій недостатності, набряку легенів що розвивається — 1,6 мг (4 дози) та більше за короткий проміжок часу (під суворим лікарським контролем). Внутрішньовенне введення нітрогліцерину повинно проводитися з індивідуальним підбором швидкості введення препарату. Розчин вводять через автоматичний дозатор або через звичайну систему для внутрішньовенних вливань. Автоматичний дозатор дозволяє вводити навіть нерозведений 0,1% розчин з точним дозуванням ритму введення і загальної дози. Введення через звичайну систему для переливання рідин забезпечує вибір точної дози шляхом підрахунку числа крапель. При використанні системи трубок з полівінілхлориду активна речовина абсорбується і втрати на стінках трубок становлять до 60 % (доцільно використовувати поліетиленові та скляні трубки). Розчин швидко руйнується на світлі, тому флакони і систему для переливання необхідно екранувати світлонепроникним матеріалом. Зазвичай використовують інфузійний розчин з концентрацією 100 мкг/мл: концентрований розчин розводять 0,9%-м розчином NaCl або 5%-м розчином декстрози (не слід використовувати інші розчинники). Розчин вводять внутрішньовенно краплинно з початковою швидкістю 5 мкг/хв. Швидкість введення можна збільшувати кожні 3-5 хв на 5 мкг/хв (залежно від ефекту і реакції чсс, центрального венозного тиску та систолічного артеріального тиску, який може бути знижений на 10-25 % від вихідного, але не повинен бути нижче 90 мм рт. ст.). Якщо при швидкості введення 20 мкг/хв не отримано терапевтичного ефекту, подальший приріст швидкості введення має становити 10-20 мкг/хв. При появі відповідної реакції (зокрема, зниження артеріального тиску) подальше збільшення швидкості інфузії не проводиться або проводиться через більш тривалі інтервали часу. Для досягнення доброго ефекту швидкість введення 0,01%-го розчину нітрогліцерину зазвичай не перевищує 100 мкг/хв (1 мл/хв). При відсутності ефекту від менших доз і допустимому рівні артеріального тиску швидкість введення 0,01%-го розчину може досягати 300 мкг/хв (3 мл/хв). Подальше збільшення швидкості недоцільно. Тривалість лікування визначається клінічними показаннями і може скласти 2-3 доби. Нітрогліцерин для внутрішньовенного введення при необхідності може вводитися повторно, через будь-які проміжки часу.

## Взаємодія
Одночасне застосування з вазоділататорами, гіпотензивними лікарськими засобами, інгібіторами АПФ, бета-адреноблокаторами, БМКК, прокаїнамідом, трициклічними антидепресантами, інгібіторами МАО, діуретиками, а також етанолом посилює гіпотензивний ефект. При одночасному прийомі з силденафілом, а також з іншими інгібіторами фосфодіестерази може виникнути різке зниження артеріального тиску. На фоні хінідину і новокаїнаміду може виникнути ортостатичний колапс. Призначення з дигідроерготамином може призвести до підвищення його концентрації в крові і до підвищення артеріального тиску (підвищення біодоступності дигідроерготамину). Одночасне призначення нітрогліцерину і гепарину знижує ефективність останнього, що може потребувати збільшення дози (після скасування препарату може знадобитися зниження дози гепарину).

## Передозування
Симптоми
Зниження артеріального тиску (нижче 90 мм рт. ст.) з ортостатичною дисрегуляцією, рефлекторна тахікардія, головний біль; можуть розвинутися астенія, запаморочення, підвищена сонливість, відчуття жару, нудота, блювання; при застосуванні у високих дозах (більше 20 мкг/кг) — колапс, ціаноз, метгемоглобінемія, диспное і тахіпное.
Лікування
При внутрішньовенному введенні — припиняють подальше введення, при трансдермальному — видаляють залишки мазі або пластир. Слід опустити головний кінець ліжка й підняти ноги хворого. Як правило, артеріальний тиск при цьому нормалізується протягом 15-20 хв після припинення введення нітрогліцерину, потім можна продовжити введення, після повторного підбору швидкості інфузії. Для корекції артеріального тиску можливе застосування фенілефрину та ін вазоконстрикторів. При метгемоглобінемії в залежності від ступеня тяжкості призначаються внутрішньовенно аскорбінова кислота у формі натрієвої солі (раніше застосовувався метиленовий синій 0,1-0,15 мл/кг 1%-го розчину до 50 мл); оксигенотерапія, гемодіаліз, обмінне переливання крові.

## Особливі вказівки
При гострому інфаркті міокарда чи гострій серцевій недостатності слід застосовувати тільки за умови ретельного спостереження за хворим. Для запобігання почастішанню нападів стенокардії слід уникати різкої відміни. Перед проведенням кардіоверсії або дефібриляції ТТС необхідно видалити. При застосуванні ТТС, для купірування нападу стенокардії, слід додатково застосовувати швидкодіючі нітрати. Пластир не можна наклеювати на волосисту поверхню шкіри. Плівки для наклеювання на ясна для профілактики нападів рекомендується використовувати переривчасто, тобто безпосередньо перед очікуваним фізичним навантаженням. У разі купірування нападу та припинення фізичного навантаження до повного розсмоктування плівки, рекомендується видалити її з порожнини рота. Якщо плівка в порожнині рота набухає, але не розсмоктується, це може вказувати на закінчення терміну придатності препарату. При наклеюванні плівки не рекомендується одночасний прийом етанолу. Для профілактики небажаного зниження артеріального тиску слід індивідуально і методично правильно (див. вище) підбирати швидкість введення препарату. Зниження артеріального тиску може спостерігатися не лише в період підбору швидкості введення нітрогліцерину, але і пізніше, на тлі спочатку стабілізованого артеріального тиску . Тому контроль за артеріальним тиском необхідно проводити не рідше 3-4 разів на годину протягом усього часу інфузії нітрогліцерину. Пацієнтам, які проходили раніше лікування органічними нітратами (динітратом ізосорбіду, ізосорбід-5-мононітратом), для отримання бажаного гемодинамічного ефекту може знадобитися більш висока доза. На фоні прийому нітрогліцерину можливе значне зниження артеріального тиску і поява запаморочення при різкому переході у вертикальне положення з положення «лежачи» або «сидячи», при вживанні етанолу, виконанні фізичних вправ і жаркій погоді, а також посилення стенокардії при різкому зниженні артеріального тиску, ішемія, аж до інфаркту міокарда і раптової смерті (парадоксальні нітратні реакції). При частому прийомі (без вільних від застосування інтервалів ) може розвинутися звикання, яке вимагає підвищення дозування. Пацієнтам, що отримували органічні нітрати (ізосорбіду динітрат, ізосорбіду мононітрат), можуть знадобитися більш високі дози. Вираженість головного болю на фоні прийому нітрогліцерину може бути зменшена зниженням його дози та/або одночасним прийомом ментоломістких лікарських засобів. Якщо нечіткість зору або сухість у роті зберігається або виражена сильно, лікування повинно бути припинено. Деякі розчини для внутрішньовенного введення містять декстрозу, що необхідно враховувати при використанні у хворих на цукровий діабет. У період лікування необхідно дотримуватися обережності при водінні автотранспорту і занятті іншими потенційно небезпечними видами діяльності, що потребують підвищеної концентрації уваги і швидкості психомоторних реакцій.

## Клінічні дослідження
У 2000 році у Великій Британії проводилася оцінка ефективності місцевого застосування 0,5 % мазі нітрогліцерину для лікування хронічних тріщин заднього проходу (K60.1). За результатами дослідження було встановлено, що 6-тижневий курс терапії призводить до лікування тріщин заднього проходу з 73-відсотковою ймовірністю успішного результату. При цьому за 6 місяців подальшого спостереження обстежуваних не було виявлено випадків рецидиву захворювання. Разом з тим, лікування супроводжувалося значною часткою побічних ефектів у вигляді головних болів (84 %) і, почасти як наслідок цього, — недостатньою точністю дотримання пацієнтами медичних приписів.